# Coracina polioptera
Coracina polioptera е вид птица от семейство Campephagidae.

## Разпространение
Видът е разпространен в Камбоджа, Лаос, Мианмар, Тайланд и Виетнам.